# BanG Dream! 3rd Season
BanG Dream! 3rd Season（バンドリ！サードシーズン）は、2020年1月から4月まで放送されたテレビアニメであり、ブシロードによるメディアミックスプロジェクト『BanG Dream!』を原案としたテレビアニメの第3シーズンに当たる。当初2019年10月から放送を開始する予定だったが諸般の事情により放送が延期された。
第1期ではPoppin'Party結成、第2期『BanG Dream! 2nd Season』ではPoppin'Partyの絆を描いたのに対し、本シーズンではPoppin'Partyが夢を叶えるために努力する物語が描かれる。

## あらすじ
Poppin'Partyの主催ライブから4ヶ月後の秋、香澄たちはライブハウス「Galaxy」で、東京のライブハウスの連盟が企画するガールズバンドの大会「BanG Dream! Girls Band Challenge!（バンドリ！ガールズバンドチャレンジ！） 」の告知ポスターを見つける。ポスターには、12月23日に行われる大会の決勝は武道館で開催されると書かれていた。実は、ライブハウスCiRCLEにて行われる予定であった決勝戦は、CiRCLE所属のスタッフ月島まりなの強い要望により日程をなんとか抑えたうえで会場が武道館に変更された。「FUTURE WORLD FES.」を控えるRoseliaや商店街のイベントと決勝の日程が重なるAfterglowは参加しないと決めた一方、以前、武道館でライブをしてみたいと語り合ったPoppin'Partyはこの大会に参加することを決める。
一方、RAISE A SUILENのプロデューサーであるチュチュは花園たえに代わる新たなギタリストを探していた。自分の望むような演奏をするギタリストが見つからないチュチュは、ネットで偶然見つけた文化祭でギターを披露する六花の映像を見つける。そして、RAISE A SUILENのライブにPoppin'PartyとRoselia、六花を招待したチュチュは会場で「BanG Dream! Girls Band Challenge!」への出場と、そこでPoppin'PartyとRoseliaを倒すこと、さらに、六花をRAISE A SUILENのギタリストとしてスカウトすることを宣言する。

## 制作
本シーズンの主要スタッフ、制作会社、製作委員会などの制作体制は第2期から続投される。

### シナリオ
本シーズンでは「BanG Dream! Girls Band Challenge!」というタイトルを冠したガールズバンド大会が開催され、それに向けて努力する少女たちの姿を描く。第2期のシナリオ構成の時点で本シーズンまでの展開はすでに決められていたため、第2期では各バンドのキャラクター紹介をしつつ、本シーズンに向けた伏線も交えてシナリオを作成していた。そのため、本シーズンではキャラクター紹介はせず、初めから第2期の続きとして物語が展開される。ただし、作中では第2期最終話から4ヶ月後の10月より物語がスタートするため、同時期にゲームアプリ『ガールズバンドパーティ！』内で起きた出来事は前提として物語内で語られている。また、アニメ本シーズン終了後の2020年初夏からは『ガルパ』にRASが実装された。
第2期では香澄たちが進級したこともあり学園ドラマの体裁が強く、また、毎話に必ずライブシーンを入れるというルールがあったが、本シーズンではそれに縛られず、ドラマ重視のシナリオ構成となっている。
第2期と本シーズンではガルパのストーリーやリアルバンドでの出来事をサブテキスト的に入れ込みながら1話数につき1.5本分のシナリオを書き、それを圧縮してまとめるという方法で制作されている。本シーズンは、RAISE A SUILENの結成に関してや、今までのシリーズで宿題的に残っている要素について一度全ての決着をつける内容となっている。また、本シーズンでは武道館が舞台の一つとして描かれることもあり、2019年2月に開催された「BanG Dream! 7th☆LIVE」 3DAYSライブにて、監督の柿本を中心としたアニメ制作陣が取材をしている。
2020年3月16日に『ガルパ』に実装されたMorfonicaは登場が見送られ、アニメでの初登場は「FILM LIVE 2nd」までずれ込むこととなった。

### 音楽
本シーズンは音楽活動がメインとなり、作曲やリハーサルのシーンが多くなっているため、楽曲の未完成ヴァージョンの音源が必要となり、色々なパターンの音源が制作されている。また、本シーズンでは成長した香澄たちがポピパを結成した頃を懐かしむシーンもあり、そのシーンでは第1期のBGMが意図的に使用されている。
音楽シーンではキャラクターたちが劇中MVを制作するなど、演奏の見せ方一つについても彼女たちの成長に合わせて少しずつ幅を広げている。また、ライブシーンにおいては演出が荒唐無稽にならないように暗黙のルールを設けており、前シーズン『BanG Dream! 2nd Season』最終話にてハロー、ハッピーワールド！の弦巻こころが観客の上を飛ぶシーンでは、ライブ会場であるGalaxyがかつて青果店の倉庫だった場所で特殊な梁が設置してある、という裏設定を設けてフライングを可能にするなど、あくまで理屈上でのリアリティラインを設けている。

### 演技
Poppin' Partyのメンバーである牛込りみ役の西本りみは、りみが第2期よりも明るい性格になったことで、ほんの少し大人っぽさを出すよう意識したと2019年のアニメイトタイムズとのインタビューの中で話している。具体的には、第2期までは頭のてっぺんから声を出すようなイメージだったのに対し、本シーズンでは鼻の付け根あたりから出すようにしたと西本は説明しており、「高音を少し下げつつ声のトーン自体は明るくなるようにしています。」とも話している。
RAISE A SUILENの一員であるパレオを演じた倉知玲鳳が2020年のファミ通とのインタビューの中で語ったところによると、第2部においては既に形作られた部分が描かれた一方、第3部では未形成の人間らしさが描かれてとされている。倉知は、ファミ通とのインタビューの中で、最初パレオのデザインを見た時、原宿系を想起させる派手なデザインに驚きつつも、自分にはない魅力からかわいらしさを感じたが、実際に演じる中でパレオが抱える苦悩に共感するうちに、親近感がわいたと話している。当初、倉知はパレオとわかるような声の出し方で令王那（パレオの本名）を演じたところ、監督から別人と思えるぐらい違ってよいというアドバイスが寄せられ、最終的には双方の持つ丁寧さを意識つつも、それぞれのキャラクター性を感じさせないよう演じ分けた。また、尊敬するPastel＊Palettesやチュチュのこととなるとパレオが早口になってしまう場面においては、普段の丁寧さをあえて消して、パレオの良さを前面に押し出すような演技が行われた。

## プロモーション
本シーズン放送に先駆けて2019年12月1日より公式サイトに「LIVE HOUSE Galaxy（ギャラクシー）」のブログが開設された。アニメ第2期以降の作品内の時系列に合わせて六花がブログを更新している形で情報が公開されている。また、作中で開催される大会『夢を撃ち抜け！BanG Dream! Girls Band Challenge!』の公式サイトも開設され、アニメの進行に合わせて更新されていく。
2020年1月5日にはアニメ「BanG Dream! 3rd Season」1〜4話までの世界最速上映会が一部映画館にて開催。
1月23日の日本最速放送・配信に先駆けて1月8日より順次販売されたBlu-ray付生産限定盤CD（後述）に合わせ、中国・韓国でも日本にて先行して収録・販売された話数については1月8日より先行配信された。
本シーズンではAbemaTVだけではなくYoutubeでも日本最速放送が行われた。『バンドリ！1000万ネットワーク』と題してキズナアイのA.I. Channelや新日本プロレスを含むYouTube全15チャンネルでプレミア配信。
映像媒体の販売は第2期と同様に2020年1月より4か月連続リリースする6バンドのCDに付属するBlu-ray付生産限定盤に各2話ずつ収録されるが、新たな試みとして1〜13話が最速放送・配信に先駆けて収録・販売される。

## 特別番組
本シーズンでは、第2期と同様にタイアップ番組「バンドリ！TV LIVE」が「バンドリ！TV LIVE 2020」とタイトルを変えて最新話が放送される直前の1時間の間、YouTube LiveとPeriscopeにて生放送で配信された。

## スタッフ
- 原作 - ブシロード
- 製作総指揮 - 木谷高明
- ストーリー原案 - 中村航
- 監督 - 柿本広大
- シリーズ構成 - 綾奈ゆにこ
- キャラクター原案 - Craft Egg、ひと和（Poppin'Partyの初期デザインを担当）
- キャラクターデザイン - 植田和幸、茶之原拓也、八森優香
- CGスーパーバイザー - 三村厚史
- モデリングディレクター - 武内泰久
- リギングディレクター - 矢代奈津子
- 美術監督 - 美輪奈樹、牧野裕樹（補佐）
- 美術設定 - 成田偉保
- 色彩設計 - 北川順子
- 撮影監督 - 井上麻梨
- 編集 - 梅津朋美
- 音響監督 - 飯田里樹
- 音楽 - Elements Garden（藤田淳平、藤間仁、藤永龍太郎）
- 音楽プロデューサー - 上松範康、藤田淳平
- 企画 - 岩倉亜貴、安藝貴範、矢田部行庸、松浦裕暁、 北澤晋一郎
- プロデューサー - 根本雄貴、田中聡、金成雄文、瓶子修一、 北澤史隆
- アニメーションプロデューサー - 西藤和広、村上りゅうすけ
- 制作協力 - Craft Egg（森川修一、沢村英祐、西野裕子）
- アニメーション制作 - サンジゲン
- アニメーション制作協力 - パッショーネ
- 製作 - BanG Dream! Project（ブシロード、TOKYO MX、グッドスマイルカンパニー、ホリプロインターナショナル、ウルトラスーパーピクチャーズ）

## 主題歌・劇中歌
オープニングテーマ
「イニシャル」（第1話 - 第12話）
作詞 - 中村航 / 作曲 - 上松範康 / 編曲 - 藤永龍太郎 / 歌 - Poppin'Party
エンディングテーマ
「夢を撃ち抜く瞬間に！」（第1話 - 第6話、第8話 - 第13話）
作詞 - 中村航 / 作曲 - 上松範康 / 編曲 - 竹田祐介 / 歌 - Poppin'Party（第13話以外）、Poppin'Party×Roselia×RAISE A SUILEN（第13話）
劇中歌
「Determination Symphony」（第1話）
作詞 - 織田あすか / 作曲・編曲 - 藤永龍太郎 / 歌 - Roselia
「R・I・O・T」（第1 - 3話、第11話）
作詞 - 織田あすか / 作曲 - 上松範康 / 編曲 - 菊田大介 / 歌 - RAISE A SUILEN
「FIRE BIRD」（第3話、第7話）
作詞・作曲 - 上松範康 / 編曲 - 藤永龍太郎 / 歌 - Roselia
第7話ではエンディングテーマとして使用された。
「Step×Step！」（第3話、第4話）
作詞 - 中村航 / 作曲・編曲 - 岩橋星実 / 歌 - Poppin'Party
「EXPOSE ‘Burn out!!!’」（第4 - 7話、第10話）
作詞 - 織田あすか / 作曲・編曲 - 菊田大介 / 歌 - RAISE A SUILEN
「もういちど ルミナス」（第5話）
作詞 -織田あすか / 作曲・編曲 - 末益涼太 / 歌 - Pastel＊Palettes
「ぽっぴん'しゃっふる」（第5話、第9話、第13話）
作詞 - 中村航 /作曲 - 上松範康 / 編曲 - 藤永龍太郎 / 歌 - Poppin'Party
第13話ではインストゥルメンタル版として使用された。
「LOUDER」（第6話、第7話）
作詞 - 織田あすか / 作曲・編曲 - 藤永龍太郎 / 歌 - Roselia
「UNSTOPPABLE」（第6話）
作詞 - 織田あすか / 作曲 - 藤田淳平 / 編曲 - 菊田大介 / 歌 - RAISE A SUILEN
「しゅわりん☆どり〜みん」（第8話）
作詞 - 織田あすか / 作曲・編曲 - 末益涼太 / 歌 - Pastel＊Palettes
「えがお・シング・あ・ソング」（第9話）
作詞 - 織田あすか / 作曲・編曲 - 藤間仁 / 歌 - ハロー、ハッピーワールド！
「Don't be afraid!」（第9話）
作詞 - 織田あすか / 作曲・編曲 - 岩橋星実 / 歌 - Glitter*Green
「Dreamers Go!」（第9話）
作詞 - 中村航 / 作曲・編曲 - 菊田大介 / 歌 - Poppin'Party
「ゆら・ゆらRing-Dong-Dance」（第11話）
作詞 - 織田あすか / 作曲・編曲 - 菊田大介 / 歌 - Pastel＊Palettes
「Beautiful Birthday」（第11話、第13話）
作詞 - 織田あすか / 作曲・編曲 - 菊田大介 / 歌 - RAISE A SUILEN
第11話では、チュチュの誕生日を他の4人が祝う場面で使用されており、第13話で使われたバージョンとは構成や歌い方などが異なる。なお、第11話バージョンは「Beautiful Birthday(3rd Season #11 Ver.)」という題名で『アニメ「BanG Dream! 2nd＆3rd Season」オリジナル・サウンドトラック』に収録されている一方、第13話バージョンはRAISE A SUILENのアルバム『ERA』に収録されている。
「ミライトレイン」（第13話）
作詞 - 中村航 / 作曲・編曲 - 藤永龍太郎 / 歌 - Poppin'Paraty
「Avant-garde HISTORY」（第13話）
作詞 - 織田あすか / 作曲・編曲 - 藤田淳平 / 歌 - Roselia

## 各話リスト
| 話数 | サブタイトル                                     | シナリオ     | 絵コンテ  | 演出      | CGディレクター | 2D作画監督                                           |
| ---- | ------------------------------------------------ | ------------ | --------- | --------- | -------------- | ---------------------------------------------------- |
| #01  | 最高の夢――ですよね！                             | 綾奈ゆにこ   | 高橋成世  | 高橋成世  | 森田紘吏       | 茶之原拓也、八森優香 阪本麻衣、金城優                |
| #02  | おびえてるじゃない                               | 後藤みどり   | 増田敏彦  | 間島崇寬  | Chang Soo hyun | 八森優香、阪本麻衣                                   |
| #03  | 帰らん！                                         | 小川ひとみ   | 増田敏彦  | 森田紘吏  | 森田紘吏       | 八森優香、阪本麻衣 金城優                            |
| #04  | タコさんウィンナーだぎゃあ                       | 柿原優子     | なかの★陽 | なかの★陽 | Chang Soo hyun | 八森優香、阪本麻衣 金城優、Nyki Ikyn                 |
| #05  | ポピブイ！                                       | 後藤みどり   | 杉島邦久  | 小川晴代  | 小川晴代       | 八森優香、阪本麻衣                                   |
| #06  | This is it.                                      | 綾奈ゆにこ   | 松園公    | なかの★陽 | 森田紘吏       | 阪本麻衣、金城優                                     |
| #07  | 音に残しておきたくて                             | 小川ひとみ   | 藤澤俊幸  | 高橋成世  | 小川晴代       | 八森優香、阪本麻衣                                   |
| #08  | のんびりしていてよいのでしょうか                 | 後藤みどり   | なかの★陽 | なかの★陽 | Chang Soo hyun | 森優香、依田祐輔 阪本麻衣、金城優                    |
| #09  | いくぞポピパ                                     | 中西やすひろ | 高橋成世  | 森田紘吏  | 森田紘吏       | 茶之原拓也、阪本麻衣                                 |
| #10  | ボーカルは……星……                                 | 後藤みどり   | 坂田純一  | 後藤徳康  | 久保翔太       | 八森優香、阪本麻衣                                   |
| #11  | パレオはもういません                             | 綾奈ゆにこ   | 増田敏彦  | なかの★陽 | 矢﨑茜         | 八森優香、阪本麻衣                                   |
| #12  | ポピパさんと共演やーーーーーーーーーーーーーー！ | 中西やすひろ | 高橋成世  | 高橋成世  | -              | 茶之原拓也、八森優香 阪本麻衣、金城優                |
| #13  | これが……これこそが、大ガールズバンド時代や！     | 小川ひとみ   | 柿本広大  | 森田紘吏  | 森田紘吏       | 茶之原拓也、八森優香 依田祐輔、金城優 金澤龍、崔美子 |

## 放送局
| 放送期間                | 放送時間                     | 放送局         | 対象地域 | 備考                            |
| ----------------------- | ---------------------------- | -------------- | -------- | ------------------------------- |
| 2020年1月23日 - 4月23日 | 木曜 23:00 - 23:30           | TOKYO MX       | 東京都   | 製作参加 / リピート放送あり     |
|                         | 木曜 23:30 - 金曜 0:00       | KBS京都        | 京都府   |                                 |
| 2020年1月24日 - 4月24日 | 金曜 0:00 - 0:30（木曜深夜） | BS日テレ       | 日本全域 | BS放送 / 『アニメにむちゅ〜』枠 |
|                         |                              | サンテレビ     | 兵庫県   |                                 |
|                         | 金曜 2:55 - 3:25（木曜深夜） | 大分放送       | 大分県   |                                 |
|                         | 金曜 20:00 - 20:30           | AT-X           | 日本全域 | CS放送 / リピート放送あり       |
| 2020年1月27日 - 4月27日 | 月曜 1:05 - 1:35（日曜深夜） | テレビ愛知     | 愛知県   | リピート放送あり                |
|                         | 月曜 1:29 - 1:59（日曜深夜） | 山口朝日放送   | 山口県   | 第4話以降は1:59 - 2:29に放送    |
| 2020年1月28日 - 4月28日 | 火曜 1:20 - 1:50（月曜深夜） | 北海道テレビ   | 北海道   |                                 |
|                         | 火曜 1:25 - 1:55（月曜深夜） | RKB毎日放送    | 福岡県   |                                 |
|                         | 火曜 1:45 - 2:15（月曜深夜） | 長野朝日放送   | 長野県   |                                 |
|                         | 火曜 1:55 - 2:25（月曜深夜） | 静岡朝日テレビ | 静岡県   |                                 |
|                         |                              | 秋田朝日放送   | 秋田県   |                                 |
|                         | 火曜 2:10 - 2:40（月曜深夜） | 北陸朝日放送   | 石川県   |                                 |
|                         | 火曜 2:20 - 2:50（月曜深夜） | 愛媛朝日テレビ | 愛媛県   |                                 |
| 2020年2月8日 - 5月2日   | 土曜 1:55 - 2:25（金曜深夜） | 中国放送       | 広島県   |                                 |
|                         | 土曜 1:56 - 2:26（金曜深夜） | 青森放送       | 青森県   |                                 |
| 2020年2月8日 - 5月9日   | 土曜 2:04 - 2:34（金曜深夜） | 長崎国際テレビ | 長崎県   |                                 |

| 配信期間                | 更新時間           | 配信サイト                           | 備考                                    |
| ----------------------- | ------------------ | ------------------------------------ | --------------------------------------- |
| 2020年1月23日 - 4月23日 | 木曜 22:30 - 23:00 | AbemaTV                              |                                         |
|                         |                    | YouTube バンドリちゃんねる☆          | 公式チャンネル プレミア公開             |
|                         | 木曜 23:30 - 0:00  | YouTube A.I.Channel                  | オーディオコメンタリー形式 プレミア公開 |
|                         |                    | YouTube 【アベマTV】公式             | プレミア公開                            |
|                         |                    | YouTube アニメ!アニメ!               | プレミア公開                            |
|                         |                    | YouTube animate Times                | プレミア公開                            |
|                         |                    | YouTube oricon                       | プレミア公開                            |
|                         |                    | YouTube KADOKAWAanime                | プレミア公開                            |
|                         |                    | YouTube カードキングダム             | プレミア公開                            |
|                         |                    | YouTube 新日本プロレスリング株式会社 | プレミア公開                            |
|                         |                    | YouTube TOKYO MX                     | プレミア公開                            |
|                         |                    | YouTube HiBiKi StYle                 | プレミア公開                            |
|                         |                    | YouTube ファミ通App                  | プレミア公開                            |
| 2020年1月24日 - 4月24日 | 金曜 7:00 更新     | YouTube いちなるTV                   |                                         |
|                         |                    | YouTube フル☆アニメTV                |                                         |
|                         |                    | YouTube ボンボンTV                   |                                         |

## Blu-ray
本シーズンは2020年1月より4か月連続リリースする6バンドのCD及び2期＆3期のオリジナルサウンドトラックのBlu-ray付生産限定盤に各2話ずつ収録された。その際に、1〜13話に関しては地上波放送に先行する形で販売される形となった。

## 関連書籍
帰ってきた！ばんどりっ！Happy Party♪
『ばんどりっ！ Happy Party♪』の続編で、『Twitter BanG Dream! 公式アカウント』で連載されているウェブコミックで、2020年1月24日の放送に合わせて連載が始まった。